# Usagi Yojimbo
Usagi Yojimbo (del japonés 兎用心棒, conejo guardaespaldas) es una serie de historietas creada en 1984 por Stan Sakai, ganador del Premio Eisner. La serie está ambientada principalmente en el inicio del periodo Edo de la historia de Japón y presenta animales antropomórficos sustituyendo a los humanos. El personaje principal es un conejo rōnin, Miyamoto Usagi, que Sakai basó parcialmente en el famoso espadachín Miyamoto Musashi. Usagi vaga por la tierra en un musha shugyō (peregrinaje del guerrero), vendiendo ocasionalmente sus servicios como guardaespaldas.
Usagi Yojimbo está muy influenciada por el cine japonés; ha incluido referencias a la obra y el cine de samuráis de Akira Kurosawa (el título de la serie deriva de la película Yojimbo, de Kurosawa, de 1960), así como a iconos del cine popular japonés, como El lobo solitario y su cachorro, Zatoichi y Godzilla. La serie también está influenciada en cierta medida por Groo the Wanderer, de Sergio Aragonés (Sakai se encarga de la tipografía de esa serie), pero el tono general de Usagi Yojimbo es más serio y reflexivo. La serie sigue la convención tradicional japonesa para los nombres de todos los personajes: sus apellidos seguidos de sus nombres de pila.
Los libros son principalmente episódicos, con tramas subyacentes de mayor envergadura que crean largas líneas argumentales, si bien hay algunas narraciones de longitud novelesca. Las historias incluyen muchas referencias a la historia y el folclore japoneses, y a veces incluyen criaturas míticas. La arquitectura, ropa, armas y otros objetos están dibujados con fidelidad al estilo de la época. A menudo hay historias cuyo objetivo es ilustrar diversos elementos del arte y la artesanía japoneses, como la fabricación de cometas, espadas y cerámica. Estos esfuerzos han tenido el suficiente éxito como para que la serie recibiera el premio Parents' Choice Award en 1990 por su valor educativo a través del «hábil tejido de hechos y leyendas que hace Sakai en su obra».
Usagi Yojimbo apareció por primera vez en Albedo Anthropomorphics #2, publicado por Thoughts and Images en noviembre de 1984. Tempranas críticas positivas y un anuncio en el catálogo de primavera de Bud Plant en 1985 ayudaron a impulsar la popularidad del personaje. Stan Sakai aceptó una oferta para trasladar su conejo guerrero a Fantagraphics Books, donde apareció en varios números de la nueva serie de antología antropomórfica Critters. La popularidad de Usagi influyó en que Fantagraphics publicara el Usagi Yojimbo Summer Special en octubre de 1986 y luego diera al conejo ronin su propia serie continua con el número 1 que se publicó en julio de 1987. La revista Empire nombró a Usagi como el 31.º mejor personaje de cómic, y ocupó el puesto 92 en la lista de los 100 mejores héroes de cómic de IGN. La revista Rolling Stone nombró a Usagi Yojimbo n.º 43 en su «50 mejores novelas gráficas que no son de superhéroes».

## Sinopsis
La obra nos sitúa en un medievo japonés (siglo XVII) poblado por toda clase de animales antropomórficos, aunque sus propios habitantes no sean conscientes de eso. Para ellos, los kami (dioses) son quienes hacen nacer a cada persona de manera diferente, pero siendo todos dignos del mismo respeto. Gatos, perros, rinocerontes, conejos, cerdos, zorros, murciélagos o serpientes, entre muchos otros, son personajes habituales en cada pueblo. En Usagi Yojimbo, la cultura japonesa medieval queda plasmada de manera impecable y, al mismo tiempo, con precisión y sencillez en la narración. Stan Sakai documenta de manera fidedigna cada una de sus viñetas, aportando sus propios añadidos a la historia de Usagi.
Usagi Yojimbo narra las aventuras de Miyamoto Usagi, un conejo samurái que, tras la muerte de su señor, decide emprender un viaje de autoaprendizaje como rōnin. El personaje de Usagi está basado en el famoso ronin Miyamoto Musashi.
En el transcurso de sus andanzas conoce a multitud de personajes, trabando amistad con algunos de lo más notable: Gennosuke, el cazador de recompensas; Tomoe Ame, la guardiana de confianza del señor Noriyuki (a quien Usagi ha prestado servicio en más de una ocasión); Zato-Ino, el espachadín ciego; Sanshobo, el samurái retirado a una vida de celibato; Kenichi, amigo de la infancia, rival en el amor... Usagi recorre los caminos de su tierra, prestando siempre su ayuda a los indefensos, y viéndose envuelto en multitud de intrigas políticas y sucesos sobrenaturales, siempre en busca de la paz interior.
Usagi también ha aparecido varias veces en Teenage Mutant Ninja Turtles (el cómic original, las tres series animadas y sus respectivas líneas de juguetes), y las Tortugas también han aparecido en Usagi Yojimbo. En la serie de 1987, «Usagi Yojimbo» se usa incorrectamente como su nombre real, pero en la serie de 2003, donde apareció con mucha más frecuencia, se lo llamó correctamente Miyamoto Usagi. Incluso se le unieron Gen y otros personajes de sus historias en sus apariciones como invitado en la serie de 2003. La primera aparición de Usagi en la serie de 2012 fue el episodio de la quinta temporada «Yojimbo», que fue escrito por el propio Sakai. En sus apariciones como invitado, es el más cercano a Leonardo, ambos compartiendo los mismos ideales y el mismo código de ética. La versión de cómics también hace varias referencias a Groo the Wanderer, de Sergio Aragonés, en cuya publicación también ha participado Sakai.

## Personajes

### Miyamoto Usagi
Este conejo guerrero es el arquetipo del samurái: educado, valiente, fuerte y honorable. Siguiendo una vida de un rõnin, Usagi ayuda a la gente que la necesita con honestidad y generosidad. Odia el mal y las injusticias y, aunque trate de evitarlo, tiene sus roces de vez en cuando con el cazador de fortunas Gen. Nació en una tranquila aldea campesina de la provincia del norte bajo la tutela de su padre, el magistrado del pueblo que también fue samurái. Tuvo cierta rivalidad durante su juventud con un niño de su pueblo también samurái llamado Kenichi, que estudió en la Escuela de Esgrima Dogora, a la que él también iba a ir. Sin embargo, Usagi dejó atrás a Kenichi para tener por mentor a un antiguo sensei de la Escuela de Esgrima Dogora llamago Katsuichi. Estuvo al servicio del Señor Feudal Mifune tras ganar un pequeño torneo de esgrima y obtener por premio unas daishō: la wakizashi Aoyagi (Brote de Sauce) y la katana Yagi no Eda (Rama de Sauce). Durante el tiempo que estuvo sirviendo al señor Mifune, Usagi conoció a Gunichi, otro samurái sirviente de Mifune, y fueron amigos por un tiempo. Una noche, la esposa y el hijo del señor feudal fueron asesinados por los Ninjas Neko, sirvientes del cruel Señor Feudal Hikiji. Mifune, sediento de venganza, se lanzó a la batalla en busca de las hordas de Hikiji. Aunque al principio tenía las de ganar, la inesperada traición del General Toda, aliado de Mifune, hizo que la batalla se diera la vuelta y Mifune perdiera. Gunichi, desesperado, invitó a Usagi a huir con él y dejar atrás a Mifune, pero este se negó. Gunichi escapó con el juramento y amenaza de Usagi de matarlo si lo hacía, mientras que este se quedó a ayudar a su señor. Una carga de flechas hirió de muerte a Mifune y Usagi huyó con la cabeza de su señor para poder hacerle un entierro digno. Desde entonces, Usagi se convirtió en un rōnin y vagó por todo Japón en busca de Gunichi. Le encontró y le mató. Mucho después se volvió el vagabundo que es ahora.

### Murakami Gennosuke (Gen)
Un samurái rinoceronte cazafortunas, bocazas, aprovechado y a veces algo cobardica. Gen vendería a su madre por un pedazo minúsculo de oro, pero aun así ha demostrado cierta lealtad y aprecio a Usagi. Está vetado en los juegos de mesa y las apuestas y ha ganado y perdido pequeñas fortunas en ellas. En la saga de Segadora, Gen mostró desconfianza hacia Chizu y se mostró valiente y arrojado al detener a un grupo de ninjas Neko él solo para distraerlos de Sanshobo y Usagi.

### Sanshobo (Inushiro)
Un perro sacerdote. Años atrás, Sanshobo respondía al nombre de Inushiro y estuvo bajo el servicio del señor feudal Ikeda. Tras la muerte de su hijo y fallecer Ikeda en una rebelión contra Noriyuki (otro señor fudal), Inushiro se volvió sacerdote para olvidar su pasado. Ha tenido ciertos roces con Gen y Usagi. Durante la saga de Segadora, a Inushiro le encomiendan guardar la legendaria espada de los dioses Kusanagi no Tsurugi (también llamada la Espada Segadora) y llevarla hasta la capilla de Atsuta. Durante el camino, se encontró con Ikeda, ahora campesino, que había sobrevivido al ataque de sus enemigos. Tras devolver Segadora a Atsuta, Ikeda murió de heridas letales y Sanshobo hizo luto por su antiguo señor y amigo.

### Chizu
Una gata kunoichi líder del Clan de los Ninjas Neko y vieja amiga de Usagi. Todos la llaman kashira (カシラ, jefa en japonés). Chizu es fría e inexpresiva en batalla, pero eso no le impide tener corazón a veces. Aunque su entrenamiento le enseñó desde pequeña a no mostrar sus emociones ni sentimientos, Chizu no puede evitar lamentarse por la pérdida de compañeros y amigos con los cuales había compartido toda su vida. Una muestra de ello fue cuando ayudó a unos compañeros suyos llamados Saru y Také, que mantenían una relación. Durante la saga de Segadora, Chizu, tras robar Segadora a Usagi, Sanshobo y Gen para tirarla al mar, fue emboscada y atacada por Saru, que la culpó de engañarle y emboscarle tras su escape, así como de la muerte de Také. Aunque redujo rápidamente a Saru, le liberó, demostrándole que ella no era culpable de lo ocurrido. Saru, profundamente arrepentido, le pidió a su kashira que le diera una oportunidad de enmendarse. Saru murió arrastrado por la corriente del mar y se llevó consigo a Segadora. Chizu volvió a su aldea para reunirse con sus compañeros y preparar un funeral.

## Ediciones
Usagi yojimbo ha pasado por diferentes editoriales en Estados Unidos:
1. Albedo Anthropomorphics volumen I (noviembre de 1984 - julio de 1985)
2. Critters volumen I - Fantagraphics Books (junio de 1985 - marzo de 1990)
3. The doomsday squad volume I# 3(enero de 1986)
4. Usagi Yojimbo volumen I - Fantagraphics Books (julio de 1987 - marzo de 1993)
5. Usagi Yojimbo volumen II - Mirage Publishing (marzo de 1993 - noviembre de 1995)
6. Usagi Yojimbo volumen III - Dark Horse (desde abril de 1996)

Hasta junio de 2017, en Estados Unidos se han publicado treinta-y-un tomos recopilatorios.
- Libro 1: The Ronin
(Recopila historias de Albedo 2–4; The Doomsday Squad 3; Critters 1, 3, 6–7, 10–11, 14; y Usagi Yojimbo Summer Special, ISBN 1560971320; ISBN 0930193350)
- Libro 2: Samurai
(Recopila UY I 1–6, ISBN 156097074X; ISBN 0930193881)
- Libro 3: Wanderer's Road
(Recopila UY I 7–12 y “Turtle Soup”, ISBN 1-56097-185-1; ISBN 1-56097-009-X)
- Libro 4: Dragon Bellow Conspiracy
(Recopila UY I 13–18, ISBN 1-56097-055-3; ISBN 1-56097-063-4)
- Libro 5: Lone Goat and Kid
(Recopila UY I 19–24, ISBN 1-56097-084-7; ISBN 1-56097-088-X)
- Libro 6: Circles
(Recopila UY I 25–31, y la historia de Critters #50, ISBN 1-56097-147-9; ISBN 1-103-88653-3)
- Libro 7: Gen's Story
(Recopila UY I 32–38 y la historia de Critters #38, ISBN 1-56097-305-6; ISBN 1-56097-304-8)
- Libro 8: Shades of Death
(Recopila UY II 1–6 y backup stories de 7–8, ISBN 1-56971-259-X)
- Libro 9: Daisho
(Recopila UY II 7–12, 14, ISBN 1-56971-292-1)
- Libro 10: The Brink of Life and Death
(Recopila UY II 13, 15–16 y UY III 1–6, ISBN 1-56971-297-2)
- Libro 11: Seasons
(Recopila UY III 7–12, y "Green Persimmon" de Diamond Previews, ISBN 1-56971-375-8)
- Libro 12: Grasscutter
(Recopila UY III 13–22, ISBN 1-56971-413-4)
- Libro 13: Grey Shadows
(Recopila UY III 23–30, ISBN 1-56971-459-2)
- Libro 14: Demon Mask
(Recopila UY III 31–38 e historias de Dark Horse Presents 140 y Annual 1999; Wizard 97; Oni Double Feature 10; y Dark Horse Extra 20–23, ISBN 1-56971-523-8)
- Libro 15: Grasscutter II: Journey To Atsuta Shrine
(Recopila UY III 39–45, ISBN 1-56971-660-9)
- Libro 16: The Shrouded Moon
(Recopila UY III 46–52, ISBN 1-56971-883-0)
- Libro 17: Duel at Kitanoji
(Recopila UY III 53–60, ISBN 1-56971-973-X)
- Libro 18: Travels with Jotaro
(Recopila UY III 61–68, ISBN 1-59307-220-1)
- Libro 19: Fathers and Sons
(Recopila UY III 69–75, ISBN 1-59307-320-8; ISBN 1-59307-319-4)
- Libro 20: Glimpses of Death
(Recopila UY III 76–82, ISBN 1-59307-549-9)
- Libro 21: The Mother of Mountains
(Recopila UY III 83–89, ISBN 1-59307-783-1)
- Libro 22: Tomoe's Story
(Recopila UY III 90–93 y Usagi Yojimbo Color Specials 1–3, ISBN 1-59307-947-8)
- Libro 23: Bridge of Tears 
(Recopila UY III 94–102)
- Libro 24: Return of the Black Soul 
(Recopila UY III 103–109)
- Libro 25: Fox Hunt 
(Recopila UY III 110–116 y “Saya” de MDHP #18)
- Libro 26: Traitors of the Earth 
(Recopila UY III 117-123)
- Libro 27: A Town Called Hell
 (Recopila Dark Horse issues 124-131)
- Libro 28: The Red Scorpion 
 (Recopila Dark Horse issues 132-138)
- Libro 29: Two Hundred Jizo 
 (Recopila Dark Horse issues 139-144)
- Libro 30: Thieves and Spies 
 (Recopila Dark Horse issues 145-151)
- Libro 31: The Hell Screen 
 (Recopila Dark Horse issues 152-158)

También han sido publicados dos libros en relación con Usagi Yojimbo:
- The Art of Usagi Yojimbo: 20th Anniversary Edition. ISBN 1-59307-268-6.
- Space Usagi. ISBN 1-56971-290-5.

### Títulos publicados en España
Planeta DeAgostini comenzó a editar los tomos recopilatorios en el año 1998, pero sin respetar el orden original, pues en aras de la comercialidad se comenzó con el tomo donde aparecían las Tortugas Ninja, entonces de moda.
Usagi Yojimbo Nº 1: Sombras de muerte. ISBN 978-84-395-7989-2
Usagi Yojimbo Nº 2: Daisho. ISBN 978-84-395-7991-5
Usagi Yojimbo Nº 3: Al filo de la vida y la muerte. ISBN 978-84-674-0576-7
Usagi Yojimbo Nº 4: Estaciones. ISBN 978-84-395-0234-0
Usagi Yojimbo Nº 5: Segadora. ISBN 978-84-395-0407-8
Usagi Yojimbo Nº 6: Primeras andanzas. ISBN 978-84-395-0440-5
Usagi Yojimbo Nº 7: Samurái. ISBN 978-84-395-0429-0
Usagi Yojimbo Nº 8: El camino del vagabundo. ISBN 978-84-395-9730-8
Usagi Yojimbo Nº 9: La conspiración del dragón. ISBN 978-84-395-5350-2
Usagi Yojimbo Nº 10: Cabra Solitaria y su hijo. ISBN 978-84-374-0240-6
Usagi Yojimbo Nº 11: Círculos. ISBN 978-84-674-0574-3
Usagi Yojimbo Nº 12: La historia de Gen. ISBN 978-84-674-0575-0
Usagi Yojimbo Nº 13: Sombras grises. ISBN 978-84-674-1403-5
Usagi Yojimbo Nº 14: La máscara del demonio. ISBN 978-84-674-1420-2
Usagi Yojimbo Nº 15: Segadora II: Viaje al templo de Atsuta. ISBN 978-84-674-2516-1
Usagi Yojimbo Nº 16: Halo de Luna. ISBN 978-84-674-2797-4
Usagi Yojimbo Nº 17: Duelo en Kitanoji. ISBN 978-84-674-3905-2
Usagi Yojimbo Nº 18: Viajes con Jotaro. ISBN 978-84-674-4544-2
Usagi Yojimbo Nº 19: Padres e hijos. ISBN 978-84-674-5596-0
Usagi Yojimbo Nº 20: Visiones de muerte. ISBN 978-84-674-6524-2
Usagi Yojimbo Nº 21: La madre de las montañas. ISBN 978-84-674-9514-0
Usagi Yojimbo Nº 22: La historia de Tomoe. ISBN 978-84-684-7737-4
Usagi Yojimbo Nº 23: Puente de Lágrimas. ISBN 978-84-684-7738-1
Usagi Yojimbo Nº 24: El Regreso del Alma Negra. ISBN 978-84-684-7739-8
Usagi Yojimbo Nº 25: La Caza del Zorro. ISBN 978-84-684-7987-3
Usagi Yojimbo Nº 26: Traidores de la Tierra. ISBN 978-84-684-7988-0
Usagi Yojimbo Nº 27: Una ciudad llamada Infierno. ISBN 978-84-684-7989-7
Usagi Yojimbo Nº 28: Escorpión Rojo. ISBN 978-8-468-47990-3
Usagi Yojimbo Nº 29: Doscientos Jizo. ISBN 978-8-468-48051-0
Usagi Yojimbo Nº 30: Ladronas y espías. ISBN 978-8-491-46801-1
El orden correcto de lectura sería 6-7-8-9-10-11-12-1-2-3-4-5-13-14-15-16-17-18-19-20-21-22-23-24-25-26-27. De cualquier modo, Stan Sakai logra que cada tomo pueda ser leído independientemente del resto y sin necesidad de seguir un orden cronológico, aunque existe un elemento de continuidad entre arcos argumentales. En los últimos tomos publicados aparece el orden correcto de lectura en el interior de contraportada.
Relacionado con el personaje se ha publicado:
Libro de bocetos, una edición limitada al Expocomic 2004, publicada por AEAC (Asociación Española del Cómic). ISBN 84-96425-15-0
Space Usagi, editado por Planeta DeAgostini. ISBN 978-84-674-5434-5

## Productos relacionados
Un proyecto para una serie de televisión animada, Space Usagi, fue cancelado luego del fracaso de Bucky O'Hare and the Toad Wars. Sin embargo, Space Usagi fue una de las figuras de acción producidas bajo la línea Teenage Mutant Ninja Turtles.
Dos juegos de rol diferentes basados en los personajes de Stan Sakai han sido publicados hasta la fecha. El primero fue publicado por Gold Rush Games en Estados Unidos en 1998 con el sistema de juego Fuzion. Contó con una ampliación, Monsters!, publicada en 2000, que incluía elementos sobrenaturales del Japón feudal y un método de conversión de reglas al sistema d20.
El segundo juego de rol de Usagi Yojimbo en ver la luz también fue publicado en Estados Unidos: la editorial Sanguine Productions Limited lo publicó en 2005. En él se incluyen datos referenciales sobre la cultura y la geografía japonesa del siglo XVII. Con un sistema de tiradas propio, basado en el uso de dados de distintas caras (a mayor habilidad, mayor número de caras del dado a lanzar para resolver acciones), Usagi Yojimbo habilita a los jugadores a interpretar personajes de diferentes estratos sociales, desde samuráis a criminales, monjes o ninjas, en un Japón poblado por animales, totalmente fieles al cómic original. Esta versión creada por Sanguine Productions fue traducida al castellano en diciembre de 2006 por la editorial española Nosolorol Ediciones.
El cómic es la base de dos videojuegos: Samurai Warrior: The Battles of Usagi Yojimbo de 1988 y Usagi Yojimbo: Way of the Ronin. Ambos son videojuegos de acción hack-and-slash con desplazamiento lateral.
La plataforma "Netflix", estreno el día 28 de abril del 2022 una serie animada con el nombre "Conejo Samurái Las Crónicas de Usagi", el cual, está basado en la serie de historietas "Usagi Yojimbo"